# Alisher Suleymenov
Alisher Suleymenov est un joueur d'échecs kazakh né le 5 août 2000 à Pavlodar, grand maître international depuis 2023.
Au 1er octobre 2023, il est le numéro deux kazakh avec un classement Elo de 2 512 points.

## Biographie et carrière
Grand maître international depuis 2023, Suleymenov finit troisième au départage (médaille de bronze) du Championnat d'Asie d'échecs 2023,.
Suleymenov a participé à  l'olympiade de Bakou en 2022 avec le Kazakhstan, marquant 6,5 points sur 10 au deuxième échiquier. L'équipe du Kazakhstan finit dix-septième de la compétition.
En juin 2023, il  finit premier ex æquo du tournoi zonal de Dushanbe au Kazakhstan de la zone 3.4, à égalité avec Nodirbek Yakubboev, ce qui le qualifie pour la coupe du monde d'échecs 2023 disputée à Bakou. Il est éliminé au premier tour par Carlos Daniel Albornoz Cabrera.